# Zaglavak
Zaglavak (cyr. Заглавак) – wieś w Serbii, w okręgu zlatiborskim, w gminie Bajina Bašta. W 2011 roku liczyła 414 mieszkańców.